# Herois mundials de la llibertat de premsa
Els Herois mundials de la llibertat de premsa són persones que han estat reconegudes per l'Institut Internacional de Premsa per les seves "contribucions significatives al manteniment de la llibertat de premsa i la llibertat d'expressió" amb un "coratge indomable". Els primers 50 "herois" es van seleccionar amb motiu del cinquantè aniversari de l'organització el 2000, i es van atorgar en el seu Congrés Mundial a Boston. Des de llavors, s'han afegit tretze "herois" a la llista, diversos d'ells a títol pòstum.

## Premiats
| Any  | Premiats                | Estat                        |
| ---- | ----------------------- | ---------------------------- |
| 2000 | Aslam Ali               | Pakistan                     |
| 2000 | Rudolf Augstein         | Alemanya                     |
| 2000 | Omar Belhouchet         | Algèria                      |
| 2000 | Kenneth Best            | Libèria                      |
| 2000 | Hubert Beuve-Méry       | França                       |
| 2000 | Jesús Blancornelas      | Mèxic                        |
| 2000 | Grémah Boukar Koura     | Níger                        |
| 2000 | Jose Burgos Jr.         | Filipines                    |
| 2000 | Guillermo Cano          | Colòmbia                     |
| 2000 | Juan Pablo Cárdenas     | Xile                         |
| 2000 | Pedro Joaquín Chamorro  | Nicaragua                    |
| 2000 | Suk-Chae Choi           | Corea del Sud                |
| 2000 | Julio De Mesquita Neto  | Brasil                       |
| 2000 | Jiří Dienstbier         | Txèquia                      |
| 2000 | Harold Evans            | Regne Unit                   |
| 2000 | Antonio Fontán          | Espanya                      |
| 2000 | Gao Yu                  | República Popular de la Xina |
| 2000 | Katharine Graham        | Estats Units                 |
| 2000 | Veronica Guerin         | Irlanda                      |
| 2000 | Shiro Hara              | Japó                         |
| 2000 | Amira Hass              | Israel                       |
| 2000 | Tara Singh Hayer        | Canadà                       |
| 2000 | Doan Viet Hoat          | Vietnam                      |
| 2000 | Abdi İpekçi             | Turquia                      |
| 2000 | Kemal Kurspahić         | Bòsnia i Hercegovina         |
| 2000 | Daoud Kuttab            | Palestina                    |
| 2000 | Gwen Lister             | Namíbia                      |
| 2000 | Mochtar Lubis           | Indonèsia                    |
| 2000 | Kronid Lyubarsky        | Rússia                       |
| 2000 | Savea Sano Malifa       | Samoa                        |
| 2000 | Veran Matić             | Sèrbia                       |
| 2000 | Adam Michnik            | Polònia                      |
| 2000 | Fred M'membe            | Zàmbia                       |
| 2000 | Indro Montanelli        | Itàlia                       |
| 2000 | Nizar Nayyouf           | Síria                        |
| 2000 | Freedom Neruda          | Costa d'Ivori                |
| 2000 | Pius Njawé              | Camerun                      |
| 2000 | German Ornes            | República Dominicana         |
| 2000 | Percy Qoboza            | Sud-àfrica                   |
| 2000 | Raúl Rivero             | Cuba                         |
| 2000 | Nuno Rocha              | Portugal                     |
| 2000 | Faraj Sarkohi           | Iran                         |
| 2000 | Arun Shourie            | Índia                        |
| 2000 | André Sibomana          | Ruanda                       |
| 2000 | U Thaung                | Burma                        |
| 2000 | Jacobo Timerman         | Argentina                    |
| 2000 | Ricardo Uceda           | Perú                         |
| 2000 | Eleni Vlahou            | Grècia                       |
| 2000 | C.E.L. Wickremesinghe   | Sri Lanka                    |
| 2000 | José Rubén Zamora       | Guatemala                    |
| 2006 | Anna Politkóvskaia      | Rússia                       |
| 2007 | Hrant Dink              | Turquia                      |
| 2010 | Lydia Cacho Ribeiro     | Mèxic                        |
| 2010 | May Chidiac             | Líban                        |
| 2010 | Akbar Ganji             | Iran                         |
| 2010 | Yoani Sánchez           | Cuba                         |
| 2010 | Pap Saine               | Gàmbia                       |
| 2010 | Nedim Şener             | Turquia                      |
| 2010 | Lasantha Wickrematunge  | Sri Lanka                    |
| 2011 | Raymond Louw            | Sud-àfrica                   |
| 2011 | Daniel Pearl            | Estats Units                 |
| 2012 | David Rohde             | Estats Units                 |
| 2013 | Marie Colvin            | Estats Units                 |
| 2014 | Mashallah Shamsolvaezin | Iran                         |